# هورست تايخمان
هورست تايخمان (بالألمانية: Horst Teichmann) (و. 1904 – 1983 م) هو فيزيائي، وأستاذ جامعي من ألمانيا . ولد في درسدن.